# 斯卡林 (澳大利亞國會選區)
斯卡林選區（英語：Division of Scullin），是澳大利亞維多利亞州的下議院選區，位於州府墨爾本北郊，面積101平方公里。
選區始於1969年，因第九任總理詹姆斯·斯卡林而得名。一直是澳大利亞工黨的安全選區。1986年以來的當區議員為哈利·詹金斯，其父老哈利·詹金斯是上一任當區議員。